# Radošov
Radošov é uma comuna checa localizada na região de Vysočina, distrito de Třebíč.